# Gmina Jackson (hrabstwo Adair)
Gmina Jackson (ang. Jackson Township) – gmina w USA, w stanie Iowa, w hrabstwie Adair. Według danych z 2020 roku gmina miała 270 mieszkańców.